# Lexar

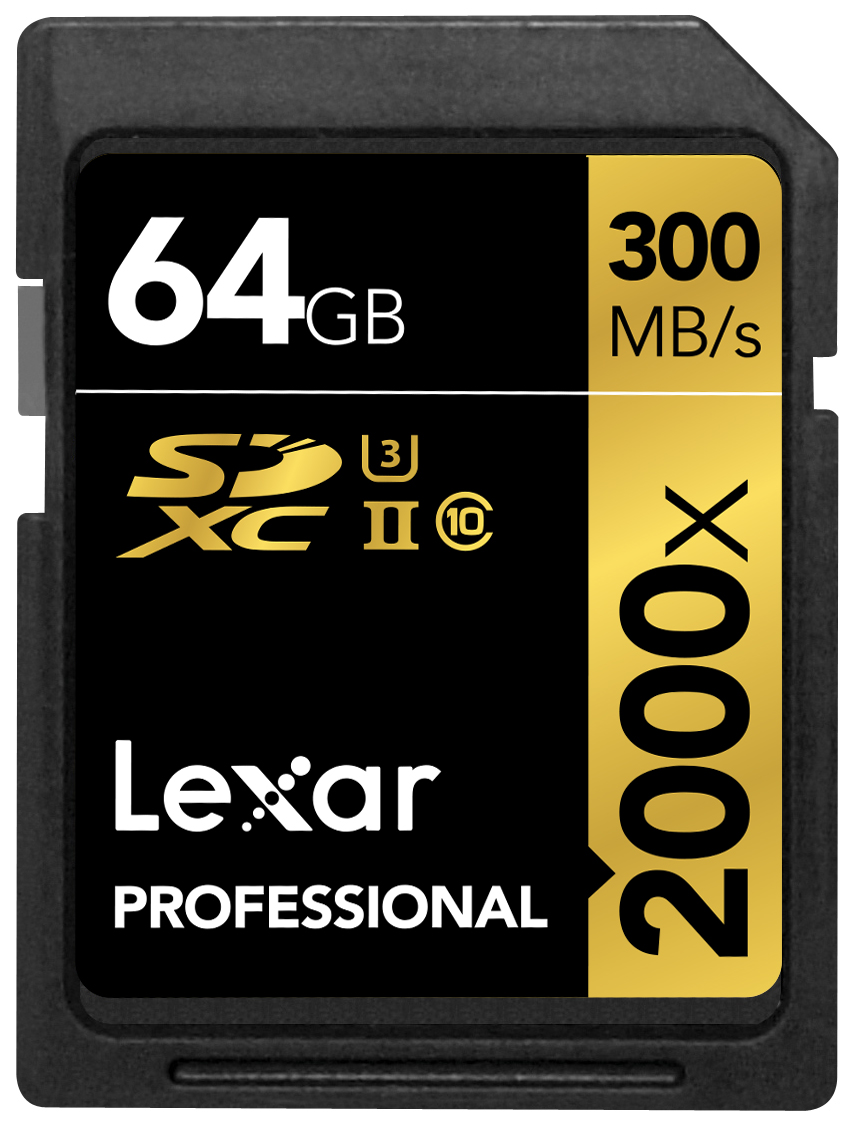
SDXC-Speicherkarte (64 GB) von Lexar

Lexar Media, Inc. ist ein Hersteller von Flash-Speicher-Produkten mit Sitz in San José, Kalifornien. Es ist ein Tochterunternehmen des chinesischen Unternehmens  Longsys.
Zum Produktsortiment gehören SD-Karten, CompactFlash-Karten, USB-Sticks, Card Reader, Solid-State-Drives und seit 2020 auch DRAM-Kits.

## Geschichte
Lexar wurde 1996 gegründet. Der Umsatz betrug im Fiskaljahr 2002 über 175 Millionen US-Dollar.
2005 gewann Lexar einen Rechtsstreit gegen den japanischen Technologiekonzern Toshiba, der Lexars Flash-Speicher-Technologie kopiert hatte.
2006 wurde Lexar vom US-amerikanischen Halbleiterhersteller Micron Technology Inc. zu einem Preis von etwa 850 Millionen US-Dollar aufgekauft.
2017 wurde Lexar vom chinesischen Flash-Speicherhersteller Longsys aus Shenzhen aufgekauft.
2019 veröffentlichte das Unternehmen die erste SD-Karte mit einer Speicherkapazität von 1 TB, die im selben Jahr im Rahmen der Consumer Electronics Show (CES) erstmals vorgestellt wurde.
2020 veröffentlichte Lexar sein erstes DRAM-Arbeitsspeicher-Kit, das mit 2666 MHz taktet.